# Unisfera

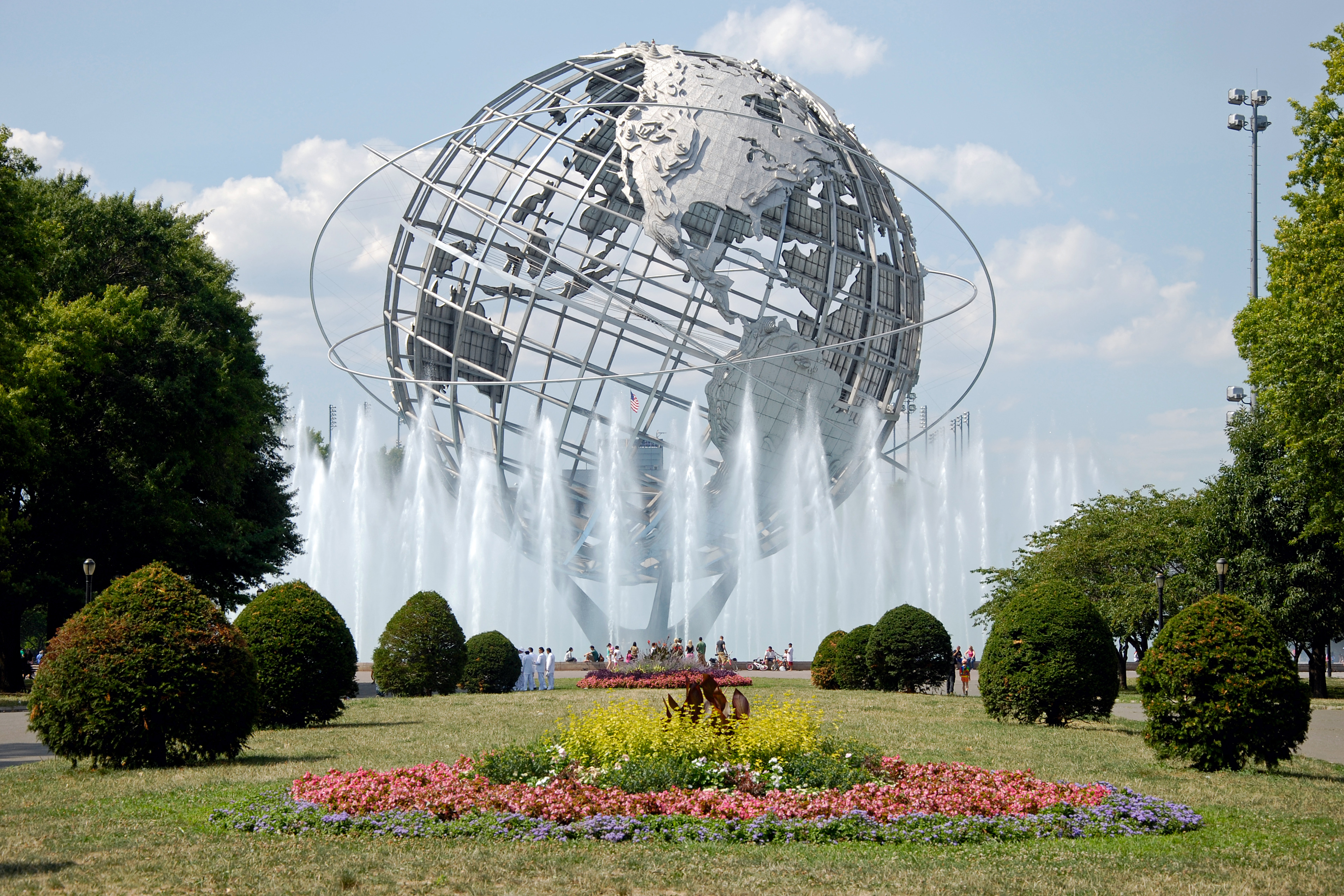
L'Unisfera vista dal Flushing Meadows-Corona Park (agosto 2010).

L'Unisfera (in inglese Unisphere) è una rappresentazione della Terra in acciaio inox situata a New York, all'interno del Flushing Meadows–Corona Park. Con un diametro di 37 metri e un peso di 320.000 kg, è il più grande globo del mondo e una delle maggiori icone del distretto del Queens.
Creata per celebrare l'inizio dell'era spaziale, fu il simbolo dell'Expo di New York 1964, il cui tema era Peace Through Understanding (la pace attraverso la comprensione). L'Unisfera intendeva rappresentare l'interdipendenza tra le nazioni del mondo.
La struttura fu costruita dalla American Bridge Company (appartenente alla U.S. Steel) su progetto di Gilmore D. Clarke e della società di architettura Peter Muller-Munk Associates. È composta da una sfera di acciaio inox di 37 metri di diametro supportata da un tripode, anch'esso in acciaio inox, alto 6 metri e pesante 100 tonnellate, per cui l'altezza totale del monumento è di 43 metri, con un complessivo di 420 tonnellate.
È situata al centro di una grande vasca circolare circondata da una serie di fontane zampillanti, la cui funzione è anche quella di nascondere alla vista il tripode di sostegno, in modo tale che, se vista da lontano, l'Unisfera sembra essere sospesa nell'aria.

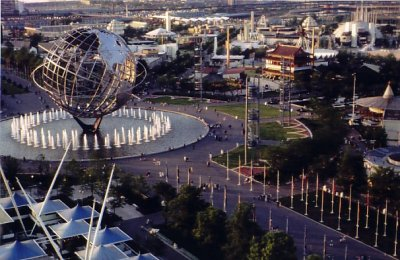
L'Unisfera durante l'Esposizione Universale di New York 1964-65.

Tre grandi cerchi di acciaio, posti con diverse angolazioni al disopra della superficie terrestre, rappresentano le orbite seguite da Yuri Gagarin (il primo uomo a viaggiare nello spazio), John Glenn (il primo americano a compiere un volo orbitale attorno alla Terra), e dal Telstar (il primo satellite per telecomunicazioni).